# Switlohirske (Kamjanske)
Switlohirske (ukrainisch Світлогірське; russisch Светлогорское Swetlogorskoje) ist ein Dorf in der ukrainischen Oblast Dnipropetrowsk mit etwa 1700 Einwohnern (2012).

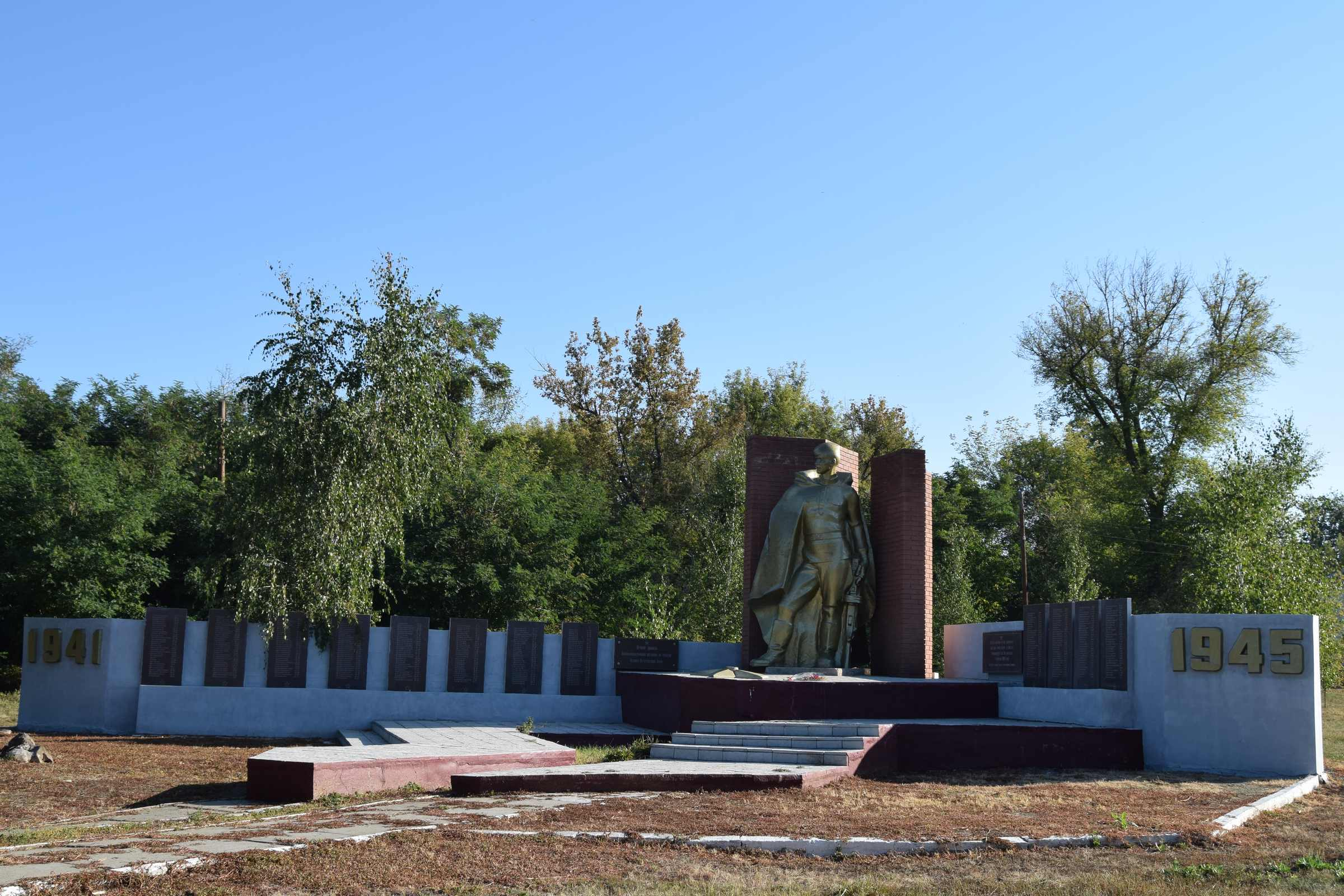
Denkmal im Ort

Switlohirske wurde erstmals 1778 schriftlich erwähnt und liegt am Ufer der Mokra Sura sowie verkehrstechnisch günstig an der Fernstraße M 04/ E 50 und den Territorialstraße T–04–30 und T–04–39 8 km südöstlich vom ehemaligen Rajonzentrum Krynytschky und 52 km südwestlich vom Oblastzentrum Dnipro.
Am 12. Juni 2020 wurde das Dorf ein Teil der neugegründeten Siedlungsgemeinde Krynytschky, bis dahin bildete es die gleichnamige Landratsgemeinde Switlohirske (Світлогірська сільська рада/Switlohirska silska rada) im Osten des Rajons Krynytschky.
Am 17. Juli 2020 kam es im Zuge einer großen Rajonsreform zum Anschluss des Rajonsgebietes an den Rajon Kamjanske.